# Mérite de Trivulce
Mérite de Trivulce, appelée aussi Marthe de Trivulce, ou encore "la dame de Cental", est une des filles du maréchal Jacques de Trivulce, (1448-1518), appelé aussi Jean-Jacques Trivulce ou "Trivulce le Grand", héros de Marignan. Elle fut la châtelaine de La Tour d'Aigues, en jouant un rôle important  au moment du Massacre de Mérindol.

## Biographie

### Le mariage avec François de Bouliers
La "Dame de Cental" devient l'épouse de François de Bouliers, fils d'Antoine de Bouliers, vicomte de Reillanne, et seigneur de Centallo, Demonte et Roccasparvera, dans la province de Coni dans le Piémont en Italie, tout en étant propriétaire du château de La Tour d'Aigues, dans le Vaucluse. Pour défricher les hauteurs du Luberon, elle fait venir, comme son beau-père Antoine de Bouliers, des paysans vaudois du Piémont . L'un de leurs fils sera Louis de Bouliers. Parmi leurs ancêtres, les prélats Michel de Bouliers Ier et Michel de Bouliers II.

### L'intervention lors du massacre les vaudois
Lors de la persécution des Vaudois du Luberon en 1545, appelée aussi Massacre de Mérindol, Mérite de Trivulce s'oppose à Jean Maynier baron d’Oppède et premier président du Parlement d’Aix, qui a lancé la persécution, menée par Paulin de La Garde et Joseph d'Agoult. Selon l'historien Gabriel Audisio, spécialiste des vaudois, elle se montre "bonne pour ses sujets, fière et forte face au Parlement de Provence et à Maynier d'Oppède en particulier". Les paysans pourchassés peuvent trouver refuge, avec leur bêtes, dans son château.

### La plainte de 1547
Alors que l'armée du baron extermine 3000 personnes en cinq jours en détruisant 23  villages vaudois du Luberon, un procès contre les saccages et violences aux personnes sera réclamé par Mérite de Trivulce. C'est elle qui est à l'origine de l'enquête royale, par une plainte déposée en 1547. Le procès ne sera ouvert qu'après la mort de François Ier en 1547, à qui son père avait rendu de précieux services à Marignan. Défendue par plusieurs avocats, sa plainte fait état de terres brûlées. Mais les soudards comme les parlementaires qui se sont enrichis sont tous acquittés.

### Les travaux du futur château Renaissance
Entre 1545 et 1550, devenue grand-mère, Mérite de Trivulce a procédé en son nom à l'achat de jardins et de maisons situés à proximité de l'ancien château La Tour d'Aigues, dans le Vaucluse., ce qui a permis à son petit-fils Jean-Louis Nicolas de Bolliers de Cental de finaliser à partir de 1550 la construction qui allait donner naissance, trente ans après, au plus grand et plus célèbre des châteaux Renaissance de la Provence, aujourd'hui partiellement détruit, qui a des émules au château de la Pouchade à Villelaure. Le petit-fils deviendra un assidu de la Reine Margot à la Cour de France.